# Cantillation hébraïque
Cette page contient des caractères spéciaux ou non latins. S’ils s’affichent mal (▯, ?, etc.), consultez la page d’aide Unicode.

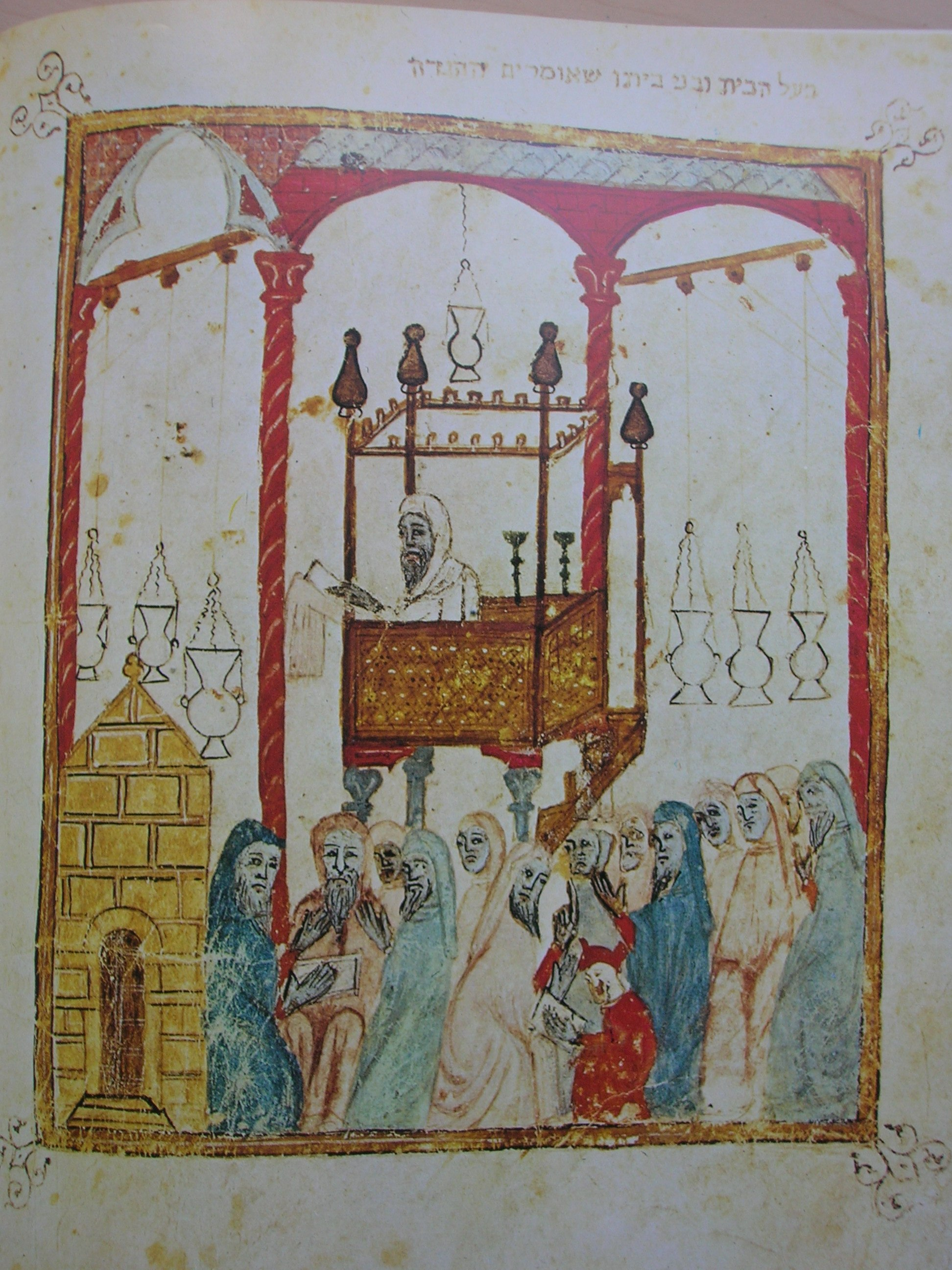
Cantillation liturgique par un ḥazane d'Andalousie.
Manuscrit espagnol de la Haggadah, XIVe siècle.

La cantillation hébraïque est la prononciation soigneuse et nuancée de la hauteur musicale des voyelles de chaque mot d'un verset du Tanakh, la Bible hébraïque. Le ḥazzan, maître-cantillateur, utilise un répertoire de motifs musicaux traditionnels et stéréotypés, les tropes (du yiddish טראָפּ trop). Chaque trope se compose d'un motet initial destiné à cantiller les voyelles atones du mot, suivi d'un motet caudal plus développé servant à moduler la voyelle tonique des mots oxytons, la tonique et la post-tonique des mots paroxytons. Le répertoire de tropes varie selon les rites (ashkénaze, sépharade), selon les pays, ou selon les communautés juives locales. Si le nigoun hassidique est un chant créatif, souvent improvisé, les tropes sont des lignes mélodiques purement formelles et grammaticalement fonctionnelles.
Le texte massorétique de la Bible, hérité de la massorah des sages de Tibériade, utilise des accents pour signaler ces tropes. La grammaire hébraïque nomme טעמי המקרא teʿaméi hamikra ces accents qui s'écrivent, comme les voyelles, en marge du texte consonantique. Un graphème simple, parfois une composition de deux ou trois graphèmes, permettent d'écrire ces accents, dont le dessin rappelle celui de la ligne mélodique de chaque trope. Ces accents se notent, généralement, en marge de la consonne initiale de la syllabe tonique de chaque mot, qu'ils permettent ainsi de visualiser. Quelques accents marquent la consonne initiale du mot, d'autres la consonne terminale. En ce cas l'écriture massorétique répète parfois l'accent sur l'initiale de la syllabe tonique. Aujourd'hui, des caractères informatiques intégrés en Unicode (du signe 0591 jusqu'à 05AF dans le jeu de l'alphabet hébreu) permettent aussi de reproduire ces accents graphiques de la cantillation.
Le mot hébreu טַעַם taʿam traduit synthétiquement : une ordonnance grammaticale, le trope mélodique qui signale cette ordonnance, et l'accent qui représente graphiquement ce trope. Une ordonnance règle la qualité de la pause à respecter entre deux mots successifs lors de l'élocution d'un verset biblique. La grammaire distingue des ordonnances disjonctives טְעָמִים מְפַסְּקִים teʿamim mefaskim organisées en une hiérarchie de séparations croissantes entre les mots, et des ordonnances conjonctives טְעָמִים מְשָׁרְתִים teʿamim mechartim qui signalent une séparation nulle et donc une liaison entre deux mots qui se suivent. La séquence des différents טְעָמִים, teʿamim attachés aux mots d'un verset s'effectue selon des règles de syntaxe bien précises.
La cantillation du Tanakh, Bible hébraïque, s'effectue selon deux systèmes dont le plus courant est qualifié de « prosaïque ». Un autre système, dit « poétique », sert à cantiller les trois livres de Job, des Proverbes et des Psaumes.
La cantillation est d'usage liturgique. À la synagogue le ḥazane cantille chaque lecture de la Torah durant les offices des fêtes, ceux du chabbat, et ceux de la semaine.
L'importance philosophique de la cantillation s'évoque dès l'énoncé du mot טַעַם taʿam, mot hébreu succinct qui se traduit largement par « commandement, ordonnance », « goût, saveur » et « sens ». Les טְעָמִים teʿamim peuvent, à eux seuls, éclairer le sens de plus d'un passage du texte biblique. Certains manuscrits médiévaux de la Michna fourmillent de signes de cantillation, et les noms des teʿamim, pittoresques et très signifiants, sont souvent d'origine araméenne. Plusieurs maîtres du judaïsme, tel Rachi, se sont penchés sur les systèmes d'ordonnances et de signes de cantillation et soulignent la pérennité de leur aspect musical, considéré comme sacré.

## Systèmes de cantillation hébraïque
Deux systèmes différents régissent la diction cantillée des versets bibliques. 
- Un système que la grammaire qualifie de prosaïque est le plus utilisé. Il concerne vingt et un livres du תנ״ך Tanakh, la Bible hébraïque. La première partie de cet article jette un regard large sur toutes les spécificités de ce système ordinaire.
- Un autre système, dit poétique, s'utilise pour cantiller le texte des trois livres de Job, des Proverbes, et des Psaumes. La dernière partie de cet article présente succinctement ce système alternatif.

## Système de cantillation prosaïque
- Les טְעָמִים teʿamim :

Des juifs pieux s'assemblent pour écouter le ḥazane psalmodier un texte biblique. Ce maître-officiant délivre, tout en récitant, des ordonnances cantillées qui structurent sa proclamation pour en transmettre le sens, riche et nuancé, à l'assemblée qui reçoit alors d'en goûter toute la saveur. Une « ordonnance », du « sens », du « goût », une « saveur » sont des mots français que traduit, de manière synthétique, le mot hébreu טַעַם taʿam, dont le pluriel est טְעָמִים teʿamim.
- Ordonnances disjonctives et conjonctives :

Les טְעָמִים teʿamim sont des injonctions cantillées qui règlent la qualité et la longueur des repos à respecter entre les mots au cours de l'expression orale de versets bibliques. La grammaire hébraïque distingue les טְעָמִים מְפַסְּקִים teʿamim mefaskim (traduction littérale : « ordonnances qui séparent », que les auteurs francophones nomment « ordonnances disjonctives », dont la fonction ressemble à celle des pauses, silences, et soupirs en musique) et les טְעָמִים מְשָׁרְתִים teʿamim mechartim (traduction littérale : « ordonnances qui servent » le mot suivant sans repos, dites « ordonnances conjonctives » car elles déterminent une liaison entre deux mots successifs, autrement dit une pause de longueur nulle). Les טְעָמִים teʿamim permettent ainsi d'ajuster la syntaxe des mots dans chaque verset biblique.
- Tropes :

Les moyens phonologiques utilisés pour émettre ces ordonnances forment un répertoire de tropes (du yiddish טראָפּ trop), formules mélodiques stéréotypées par lesquelles peuvent être cantillées les voyelles (tonique et atones) du morphème vocalique de chaque mot. Presque chaque mot d'un verset biblique est doté d'une ordonnance disjonctive ou conjonctive, un taʿam, oralement manifesté à l'aide d'un trope musical spécifique.
- Accents écrits :

Des accents graphiques (טְעָמִים הַמִקְרָא teʿamim hamikra) permettent de noter, en marge du texte consonantique, les tropes à cantiller. Ces accents portent des noms, souvent d'origine araméenne, mais parfois hébraïque. Chacun de ces noms désigne synthétiquement une ordonnance (disjonctive ou conjonctive), le trope qui l'exprime par cantillation, et l'accent écrit qui renvoie à cette ordonnance et à son trope. La grammaire hébraïque retient généralement les noms utilisés par le rite ashkénaze. Quelques noms diffèrent dans le rite sépharade, en ce cas la suite de cet article en fera mention opportune.

## Accents graphiques
Le plain-chant grégorien note la ligne mélodique du texte liturgique à l'aide de signes écrits, les neumes. De même, la proclamation publique cantillée du Tanakh, la Bible hébraïque, est notée par la tradition judaïque à l'aide de signes écrits de la cantillation, les טְעָמִים הַמִקְרָא teʿamim hamikra, que la grammaire hébraïque enseignée en français nomme accents écrits. Par respect pour le texte traditionnel, qui n'écrit que les consonnes, les scribes massorètes notent les accents de la cantillation en marge du texte, au-dessus ou en dessous de certaines consonnes, généralement l'initiale de la syllabe tonique de chaque mot.
Le système prosaïque utilise vingt-sept (27) accents. Quatre aspects complémentaires caractérisent chaque accent, à savoir :  
1. sa position marginale : chaque accent se pose en marge du texte écrit, l'accent souscrit s'écrit dans la marge inférieure, l'accent suscrit dans la marge supérieure,
2. sa position latérale par rapport à la syllabe tonique du mot qu'il marque : chaque accent normal[12] est noté en regard de la consonne initiale de la syllabe tonique, deux accents dits prépositifs se notent cependant à l'initiale du mot, et quatre accents dits postpositifs marquent la dernière lettre du mot à cantiller,
3. le graphisme simple ou composé de sa figure calligraphiée : l'écriture de ces accents utilise vingt-cinq (25)[13] graphismes, constitués soit d'un graphème élémentaire simple, soit de graphèmes élémentaires composés,
4. le nom qui le désigne, qui  varie parfois selon le rite ashkénaze ou sépharade qui l'utilise.

### Caractères spéciaux
Dans le texte typographié de la version massorétique de la Bible hébraïque, trois caractères spéciaux osent ne pas s'écrire en marge, mais dans le corps même du texte. Ils n'intègrent pas le système des signes de la cantillation traditionnelle, dont la notation est exclusivement marginale. Certains graphèmes constitutifs de ces caractères spéciaux se retrouvant dans la calligraphie des accents, il convient de les présenter ici :
| caractère spécial | analyse graphique | nom ashkénaze        | traduction    | nom sépharade        | traduction     |
| ב־ב               | graphème simple   | מַקֵּף makèf            | englobant     | מַקַּף makaf            | -trait d'union |
| ב ׀ ב             | graphème simple   | פְסִּיק pessik          | -             | פָסֵק passèk           | arrête         |
| בבב ׃             | digramme          | סוֹף־פָּסוּק sof-passouk | fin de verset | סוֹף־פָּסוּק sof-passouk | fin de verset  |

- Le מַקֵּף makèf est un caractère simple formé d'un graphème unique, qui ressemble au trait d'union du français, mais placé un peu plus haut que celui-ci. Ce caractère à fonction conjonctive se prononce מַקַּף makaf dans la tradition sépharade. Dans le tableau ci-dessus, le ב de droite représente la consonne finale d'un premier mot, le ב de gauche l'initiale du mot suivant.
- Le פְסִּיק pessik est un caractère simple formé d'un graphème unique, une fine barre verticale insérée entre deux mots, plus fine que le caractère fourni par le système Unicode utilisé ici. Ce caractère à fonction disjonctive se prononce פָסֵק passèk dans la tradition sépharade. Dans le tableau ci-dessus, le ב de droite représente la consonne finale d'un premier mot, le ב de gauche l'initiale du mot suivant.
- Le סוֹף־פָּסוּק sof-passouk est un signe typographique récent. Formé de deux graphèmes identiques en forme de point, c'est un digramme. De nombreuses éditions contemporaines donnent à ces deux points la forme de deux petits losanges inclinés (♦) semblables au « deux de carreau » d'un jeu de cartes[18]. Le nom hébreu de ce caractère qui ne se prononce jamais se traduit très simplement par « fin de verset ». Dans le tableau ci-dessus, les trois  ב à droite représentent symboliquement les lettres finales du dernier mot d'un verset.

### Accents pointillés
Le graphème fondamental de ce premier ensemble d'accents est un point. Ce groupe de quatre accents comprend un monogramme (un graphème unique), un digramme, et deux trigrammes. Ils sont tous suscrits (notés dans la marge supérieure du texte). Ils sont tous normaux (appuyés sur la syllabe tonique du mot qu'ils accentuent).
| accent | analyse graphique | nom ashkénaze        | traduction       | nom sépharade        | traduction        | en contexte |
| ב֗      | monogramme        | רְבִיעִי reviʿi         | quatrième        | רָבִיעַ ravia           | Un quart          |             |
| ב֔      | digramme          | זָקֵף־קָטֹן zakèf-katone | petite élévation | זָקֵף־קָטֹן zakèf-katone | petite élévation  |             |
| ב֕      | trigramme         | זָקֵף־גָּדוֹל zakèf-gadol | grande élévation | זָקֵף־גָּדוֹל zakèf-gadol | grande élévation  |             |
| ב֒      | trigramme         | סֶגּוֹל sègol           | ---              | סֶגּוֹלְתָא sègolta       | grappe de raisins |             |

- L'accent רְבִיעִי reviʿi est un graphème unique qui, à l'origine, était un point. La poussée de la plume épaissit ce point au fil des temps, jusqu'à former un petit losange (♦) qui ressemble au « carreau » du jeu de cartes, quadrilatère qui rappelle opportunément le nom de cet accent, qui se traduit par « quatrième ». Le rite sépharade le nomme רָבִיעַ ravia. L'image « en contexte » dans le tableau ci-dessus présente le nom de cet accent sous une forme hybride revia, précédé d'un accent aux traits rectilignes mounaḥ qui sera décrit dans la section suivante de cet article.
- L'accent זָקֵף־קָטֹן zakèf-katone est un digramme composé de deux graphèmes, deux points superposés qui se dressent à la verticale, ce qui explique le nom de cet accent qui se traduit par « petite élévation ». Il porte le même nom dans les rites ashkénaze et sépharade. Ce nom et son adjectif se prononcent d'une traite, sans pause, d'où le makaf conjonctif en hébreu non cantillé transcrit en français par un tiret, ou le mounaḥ conjonctif dans l'image « en contexte » ci-dessus. L'orthographe קָטָן de l'adjectif se prononce kâtone[19]. L'image « en contexte » présente une variante idiomatique katif.
- L'accent זָקֵף־גָּדוֹל zakèf-gadol est un trigramme composé de trois graphèmes, deux points superposés en marge d'une petite barre verticale érigée à leur gauche. Son nom se traduit par « grande élévation ». Il porte aussi le même nom dans les rites ashkénaze et sépharade. L'image « en contexte » présente une variante idiomatique katif. Comme pour l'accent précédent, ce nom et son adjectif se prononcent d'une traite, liés par un makaf ou par l'accent mounaḥ.
- L'accent סֶגּוֹל sègol est un trigramme composé de trois graphèmes, trois points qui forment une petite « grappe de raisins », traduction littérale de la version sépharade de son nom : סֶגּוֹלְתָא sègolta.

### Accents rectilignes
Le graphème fondamental de ce deuxième ensemble d'accents est un trait rectiligne. Ce groupe de dix accents comprend un monogramme, cinq digrammes, un trigramme, et un pentagramme ; ce groupe inclut aussi deux graphismes composés d'un accent normal, posé en marge du mot, renforcé par une fine barre verticale en fin de mot, graphème utilisé par ailleurs pour signaler le caractère spécial du passèk disjonctif. Ces accents rectilignes sont tous souscrits, sauf le pentagramme שַׁלְשֶׁלֶת chalchèlèt qui s'écrit dans la marge supérieure du texte. Ces accents rectilignes occupent tous une position normale en marge du mot qui les supportent, et permettent donc de visualiser facilement l'emplacement de l'accent tonique de ce mot, sauf le יְתִיב yetiv qui est prépositif puisqu'il s'écrit sous l'initiale du mot qui le porte.
| accent | analyse graphique | nom ashkénaze | traduction | nom sépharade        | traduction    | en contexte |
| בֽ      | monogramme        | סִילּוּק silouk  | enlèvement | סוֹף־פָּסוּק sof-passouk | fin de verset |             |

- L'accent סִילּוּק silouk présente un graphisme simple, un monogramme noté par une petite barre verticale en dessous du dernier mot d'un verset, semblable à celle utilisée pour signaler le caractère grammatical nommé mètèg (qui signifie frein[20], le trait vertical sous l'initiale du mot yeraḥ-ben-yomo figurant dans le tableau suivant est un mètèg, caractère grammatical qui ne se cantille pas). Dans un texte imprimé, l'accent silouk est suivi du caractère typographique sof-passouk, dont le nom sert du support à la cantillation théorique, hors contexte, du silouk dans les rites ashkénaze et sépharade. Le mot סִילּוּק silouk, gérondif du verbe hébreu de racine[21] סלק, se traduit par « levée » ou « suspension » de la voix.

| accent | analyse graphique | nom ashkénaze  | traduction | nom sépharade              | traduction   | en contexte | mnémonique |
| ב֑      | digramme          | אֶתְנַחְתָּא ètnaḥta | pause      | אַתְנַח athnaḥ                |              |             | (nord)     |
| ב֣      | digramme          | מֻנַּח mounaḥ     |            | chofar holèkh              | cor marchant |             | (est)      |
| ב֪      | digramme          | יֶרַח yèraḥ      | lune       | yèraḥ-ben-yomo             |              |             | (sud)      |
| ב֤      | digramme          | מַהְפָּךּ mahepakh  |            | שׁוֹפָר מְהֻפָּךּ chofar mehoupakh | cor inversé  |             | (ouest)    |
| ב֚      | digramme          | יְתִיב yetiv     | assis      | יְתִיב yetiv                 | assis        |             | (ouest)    |

- L'accent אֶתְנַחְתָּא ètnaḥta est un digramme calligraphié par deux traits en forme de « Ʌ » semblable à l'aiguille d'une boussole pointée vers le nord. L'écriture de cet accent peut aussi intégrer les deux traits ondulés formant le signe typographique de l'accolade « { » qui serait couché et la pointe vers le haut, ce graphisme est celui repris dans l'image ci-dessous. Le nom sépharade de cet accent est אַתְנַח athnaḥ[22], qui signifie « pause » ou « repos ».
- L'accent מֻנַּח mounaḥ est un digramme formé de deux traits à angle droit «  ┘ » dont le sommet est en quelque sorte la pointe de l'aiguille d'une boussole dirigée vers l'est. Le nom sépharade de cet accent est chofar holèkh, qui se traduit par « cor[23] marchant » dans la direction du texte, c'est-à-dire de droite à gauche.
- L'accent יֶרַח yèraḥ est un digramme dont les deux traits forment un « V » semblable à l'aiguille d'une boussole pointée vers le sud. Elle inverse la calligraphie du atnaḥ et comme lui peut s'écrire à l'aide d'une accolade « { » couchée dont la pointe est alors dirigée vers le bas. Son nom se traduit par « lune ».
- L'accent מַהְפָּךּ mahepakh est un digramme dont les deux traits forment un « < » semblable à l'aiguille d'une boussole pointée vers l'ouest. Son nom sépharade  est שׁוֹפָר מְהֻפָּךּ chofar mehoupakh qui se traduit de façon pittoresque  par « cor inversé » car le pavillon de cette « trompette » s'oriente de gauche à droite, sens inverse de celui de la lecture du texte hébreu.
- le יְתִיב yetiv est prépositif car souscrit à l'initiale du mot qui le porte, il utilise le même graphisme que le mahepakh. Le nom du יְתִיב yetiv signifie «assis ».

| accent | analyse graphique | nom ashkénaze    | traduction | nom sépharade    | traduction | en contexte |
| ב֧      | trigramme         | דַרְגָא darga       |            | דַרְגָא darga       |            |             |
| ב֓      | pentagramme       | שַׁלְשֶׁלֶת chalchèlèt | triplette  | שַׁלְשֶׁלֶת chalchèlèt |            |             |

- L'accent דַרְגָא darga est un trigramme en forme de « Z » inversé. Son nom signifie une « marche d'escalier ».
- L'accent שַׁלְשֶׁלֶת chalchèlèt est le seul accent rectiligne suscrit. Sa forme… Son nom se traduit par « triplette ».

Les accents suivants ont un graphisme spécial :
| accent | analyse graphique   | nom ashkénaze      | traduction       |
| ב֣ ׀    | digramme + passèk   | legarmè            |                  |
| ב֓ ׀    | hexagramme + passèk | chalchèlèt guedola | grande triplette |

- L'accent legarmè
- L'accent chalchèlet guedola

### Accents curvilignes
| accent | analyse graphique | nom ashkénaze | traduction      | nom sépharade | traduction | en contexte |
| ב֙      | graphème simple   | pachta        |                 |               |            |             |
| ב֥      | graphème simple   | merkha        |                 |               |            |             |
| ב֖      | graphème simple   | tifha         |                 |               |            |             |
| ב֜      | graphème simple   | guèrèche      | Vas et repousse |               |            |             |

- L'accent pachta (azla) (kadma)
- L'accent merkha
- L'accent tifha (me'ayyela)
- L'accent guèrèche

| accent | analyse graphique | nom ashkénaze   | traduction | nom sépharade | traduction | en contexte |
| ב֩      | graphème simple   | telicha ketana  |            |               |            |             |
| ב֠      | graphème simple   | telicha guedola |            |               |            |             |

- L'accent telicha ketana
- L'accent telicha guedola

| accent | analyse graphique | nom ashkénaze | traduction | nom sépharade | traduction | en contexte |
| ב֘      | graphème simple   | zarka         |            |               |            |             |
| ב֡      | graphème simple   | pazer         |            |               |            |             |

- L'accent zarka
- L'accent pazer

| accent | analyse graphique | nom ashkénaze  | traduction | nom sépharade | traduction | en contexte |
| ב֞      | digramme          | guerachayim    |            |               |            |             |
| ב֦      | digramme          | merkha kefoula |            |               |            |             |
| ב֛      | digramme          | tevir          |            |               |            |             |
| ב֟      | digramme          | karne-fara     |            |               |            |             |

- L'accent guerachayim
- L'accent merkha-kefoula
- L'accent tevir
- L'accent karne-fara

## Formules mélodiques
Les tropes sont des formules mélodiques. Support d'ordonnances grammaticales, ils ne possèdent ni l'exubérance des chants de la musique juive, ni l'inspiration des hymnes métriques. Juifs et musulmans évoquent d'ailleurs la « récitation » du texte sacré, la « lecture » de la Torah.
- Voir aussi : Cantillation coranique

### Diversités rituelles et locales
Si l'accent graphique est l'élément le plus stable des systèmes de cantillation au sein du judaïsme, les tonalités et la musicalité formelle des tropes varient selon les pays d'accueil de la diaspora juive et selon les rites, mais aussi selon les coutumes propres aux synagogues locales.
Le rite sépharade s'étend, à partir de l'Espagne, à tous les pays méditerranéens de l'Afrique, du Moyen-Orient, et de l'Europe méridionale. Les mizrahim sont les juifs orientaux, ceux du Moyen-Orient non méditerranéen et, par extension, ceux de l'Extrême-Orient comme l'Inde et la Chine. Leur rite est fort proche de celui des sépharades. Le rite achkenaze est celui des juifs d'Europe Centrale et Orientale.

#### Cantillations du rite sépharade
- Sépharades méditerranéens[24]

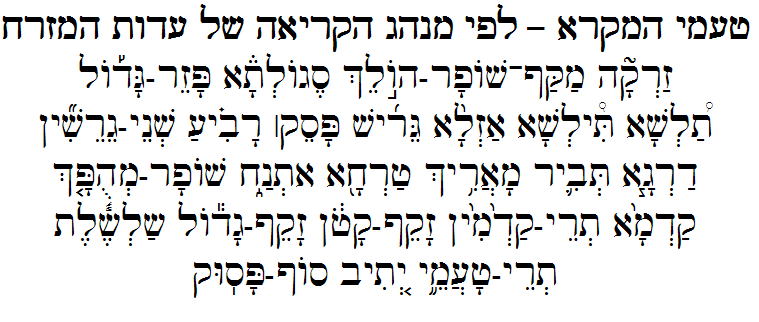
Répertoire des teʿamim de rite sépharade.

La cantillation « sépharade de Jérusalem » (Sepharadi-Yerushalmi), d'origine syrienne, est la plus répandue en terre d'Israël et dans diverses communautés sépharades de la diaspora.
De même, les cantillations égyptienne, syrienne, turque, grecque, et balkanique s'utilisent aussi en Israël et en diaspora.
Les cantillations marocaine, algérienne, et tunisienne sont également connues en France et en Belgique.  La cantillation du nord du Maroc se distingue de celle du reste du pays, et se rapproche plutôt à celle hispano-portugaise, dont elle est peut-être la souche.
La cantillation hispano-portugaise s'étendit à partir de l'Espagne et du Portugal jusqu'à Gibraltar et l'Amérique du Sud, puis jusqu'aux Pays-Bas et, en passant par la Grande-Bretagne, jusqu'au Canada et aux États-Unis.
La cantillation italienne se pratique encore en Italie, mais aussi dans la synagogue italienne de Jérusalem et dans celle d'Istanbul.
- Sépharades orientaux mizrahim

La cantillation des juifs orientaux mizraḥim d'Irak et d'Iran, comme celles des communautés juives de l'Inde et de la Chine, se rattachent également au rite sépharade, et ressemblent de maintes façons à la cantillation syrienne, qui occupe une position intermédiaire entre les traditions turques et les traditions orientales.
La cantillation des juifs du Yémen suit un système radicalement différent, qui se trace aux anciennes traditions Babyloniennes.

#### Cantillations du rite achkenaze

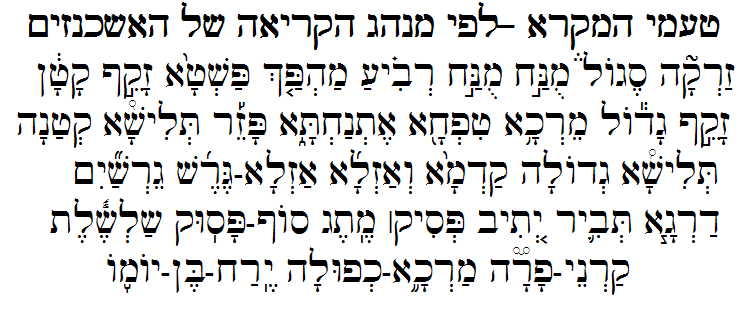
Répertoire des teʿamim du rite achkenaze.

La cantillation achkenaze de la liturgie allemande fut transcrite à la Renaissance par un contemporain d'Érasme, Johannes Reuchlin qui fut le premier hébraïste allemand non-juif, très passionné de Kabbale.
En conséquence de la Shoah, cette cantillation allemande a quasiment disparu d'Europe centrale et occidentale, mais elle persiste encore en France, en Belgique et en Angleterre.
Les cantillations achkenazes lituaniennes et polonaises, utilisées par les descendants des Juifs d'Europe de l'Est sont par contre mieux divulguées que la cantillation allemande dans la diaspora (y compris les États-Unis) et en terre d'Israël.
Chacun de ces deux rites, achkenaze et sépharade, utilise un répertoire de tropes nommés et classés de manière différente et spécifique.

### Tropes fondamentaux
Le ḥazane utilise le répertoire de tropes spécifique du rite auquel il appartient, à partir duquel il cantille le nom de chaque accent graphique au moyen du phrasé musical du trope correspondant. Cet article ne permettant pas de spécifier les particularités inhérentes à toutes les traditions ci-dessus évoquées, il choisit à titre d'exemple la cantillation sépharade juive algérienne telle que cantillée par le Rav Zécharia Zermati.
- Sur le site de l'Institut Torat Emet cliquez sur la phrase « écoutez ici le chant des teʿamim ». L'écoute attentive de cette cantillation permet à l'auditeur de mieux comprendre les nuances musicales expliquées ci-après.

#### Analyse musicale des tropes
La structure de chaque trope comprend deux séquences de notes :
- une séquence initiale qui donne la hauteur musicale de la cantillation des voyelles atones du mot cantillé, cette séquence initiale est dite syllabique.
- une séquence caudale qui vocalise mélodiquement la voyelle de la syllabe tonique de ce mot[25] s'il est oxyton, les voyelles de la syllabe tonique et post-tonique s'il est paroxyton. Cette séquence caudale est dite mélismatique.

#### MakafetPassèk
Le caractère graphique à valeur conjonctive makaf et le caractère graphique à valeur disjonctive passèk ne sont pas des ordonnances cantillées. Le répertoire des tropes de rite sépharade inclut pourtant ces deux signes, et leur prête une mélodie « didactique » pour aider la mémoire du ḥazane sans interrompre la cantillation mnémotechnique du répertoire de tropes lors de sa « mise en voix », réglée par la prononciation du makaf sur la hauteur du la musical. Le nom sépharade des signes dans les tableaux qui suivent est typographié de manière à bien détacher la voyelle de la syllabe tonique sur laquelle commence la cantillation du mélisme.
| caractère écrit | nom sépharade | nom ashkénaze | mélodie didactique                | syllabique | mélisme      |
| ב־ב             | mak â f       | מַקֵּף           | la / la                           | sur la     | monophonique |
| ב ׀ ב           | pâss è k      | פְסִּיק          | mi mi / do (élévation de la voix) | sur do     | monophonique |

#### Tropes à mélisme monophonique
Les tropes dont le mélisme caudal utilise une note unique sont qualifiés de monophoniques.
| accent | nom sépharade              | nom ashkénaze | trope                             | syllabique | mélisme      |
| ב֚      | yet î v                    |               | do / do (descente d'une octave)   | sur do     | monophonique |
| ב֖      | tarḥ â                     |               | do / ré                           | sur do     | monophonique |
| ב֨      | azl â (troisième variante) |               | ré / ré                           | sur ré     | monophonique |
| ב֑      | athn â (th « anglais »)    |               | ré / sol (descente sur sol grave) | sur ré     | monophonique |

#### Tropes à mélisme diphonique
| בֽ ב֑ ב֒ ב֓ ב֔ ב֕ ב֖ ב֗ ב֘ ב֙ ב֙ב֙ ב֚ ב֛ ב֜ ב֞ ב֡ ב֟ ב֠ ב֣ ב֤ ב֥ ב֦ ב֧ ב֨ ב֩ ב֪ |

| accent | nom sépharade | nom ashkénaze | trope | syllabique | mélisme    |
|        |               |               |       | sur        | diphonique |
|        |               |               |       | sur        | diphonique |
|        |               |               |       | sur        | diphonique |
|        |               |               |       | sur        | diphonique |

#### Tropes à mélisme triphonique
| accent | nom sépharade | nom ashkénaze | trope | syllabique | mélisme     |
|        |               |               |       | sur        | triphonique |
|        |               |               |       | sur        | triphonique |
|        |               |               |       | sur        | triphonique |
|        |               |               |       | sur        | triphonique |

#### Tropes à mélisme tétraphonique
| accent | nom sépharade | nom ashkénaze | trope | syllabique | mélisme       |
|        |               |               |       | sur        | tétraphonique |
|        |               |               |       | sur        | tétraphonique |
|        |               |               |       | sur        | tétraphonique |
|        |               |               |       | sur        | tétraphonique |

#### Tropes à mélisme pentaphonique
| accent | nom sépharade | nom ashkénaze | trope | syllabique | mélisme       |
|        |               |               |       | sur        | pentaphonique |
|        |               |               |       | sur        | pentaphonique |

#### Tropes à mélisme hextaphonique
| accent | nom sépharade | nom ashkénaze | trope | syllabique | mélisme      |
|        |               |               |       | sur        | hexaphonique |
|        |               |               |       | sur        | hexaphonique |

#### Tables de cantillation
Le rite sépharade vocalise comme suit les noms des accents graphiques :
| בֽ |

 Le nom Sof passouk de cet accent, qui se traduit « fin du verset », est cantillé : do do do ré mi. L'initiale (do do) module les voyelles atones o et a, la caudale (do ré mi) module la voyelle tonique finale ou(k).
| ב֑ |

 Le nom Atna de cet accent, qui se traduit « repos », est cantillé en descendant : ré sol. L'initiale (ré) module la première voyelle atone a, la caudale (sol) module la voyelle tonique finale a.
| ב֒ |

 Le nom Ségolta de cet accent, qui se traduit « grappe de raisins », est cantillé : mi mi mi fa mi ré. L'initiale (mi mi) module les voyelles atones é et o, la caudale (mi fa mi ré) module la voyelle tonique oxytonique a.
| ב֓ |

 Le nom Chalchèlèt de cet accent, qui se traduit « triplette » correspond à la structure mélodique triple de cette cantilène très rare, qui est cantillée : mi do ré mi fa sol ré mi fa sol ré sol. L'initiale (mi) module la voyelle atone a, la caudale (do ré mi fa sol ré mi fa sol ré sol) module la voyelle paroxytonique è. Le sol final de cette caudale cantille le è(t) atone de la dernière syllabe, atone car ce mot est de type milera. Remarquable est la triple cadence sur la note ré.
| ב֔ |

 Le nom Zakèf-katon de cet accent, qui signifie « petite érection », correspond à la structure mélodique de ce trope qui s'élève du ré au mi, mais aussi à la forme graphique de cet accent qui érige deux points superposés. Ce trope connait trois variantes (qui, pour les besoins de la cantillation, traitent Zakèf-kâton comme un mot composé paroxyton milera) :

1° ré ré do mi. L'initiale (ré ré) module les voyelles a et è du nom Zakèf, considérées atones; la caudale (do  mi) module les voyelles a et o de l'adjectif Katon.
 
2° do do ré mi. L'initiale (do do) module les voyelles a et è du nom Zakèf, considérées atones; la caudale (ré  mi) module les voyelles a et o de l'adjectif Katon.

3° ré ré sol fa mi.  L'initiale (ré ré) module les voyelles a et è du nom Zakèf, considérées atones; la caudale (sol fa  mi) module les voyelles a (sol fa) et o (mi) de l'adjectif Katon.
| ב֕ |

 Le nom Zakèf-gadol de cet accent, qui signifie « grande érection », correspond à la structure mélodique de cette cantilène qui élargit l'écart vocal (de do à mi), il correspond aussi à la forme graphique de cet accent qui dresse une barre verticale à gauche des deux points superposés. Cet accent se cantille : do do do fa ré mi. Pour les besoins de la cantillation, ce trope traite Zakèf-gadôl comme un mot composé oxyton mile'él). L'initiale (do do do) module les trois premières voyelles a è a considérées atones, et la caudale (fa ré mi) module la voyelle finale ô considérée tonique.
| ב֖ |

 Le nom Tarḥa de cet accent important signifie « effort », et correspond à la syntaxe de son emploi car, grammaticalement, le Tarḥa précède l'Atna, et le remplace parfois dans les versets courts. Tarḥa se cantille sur deux notes seulement : do ré.
| ב֗ |

 Le nom Ravia de cet accent, qui signifie « quatrième », tire son nom de son rang parmi les Melakhim. Cet accent s'écrivait à l'origine à l'aide d'un seul point. Sa calligraphie vint, plus tard, à ressembler au « carreau » du jeu de cartes dessiné par quatre côtés.  L'accent Ravia se cantille ainsi : mi la do si la si la sol fa mi.
| ב֘ |

 Le nom Zarka de cet accent signifie « disperseur ». Ce trope disperse en effet les notes d'une phrase musicale sinusoïdale qui ressemble fort au graphisme de son accent. La cantillation de Zarka est la première du répertoire sépharade, sur les notes suivantes : ré fa la sol si do si la sol si la.
| ב֙ |

 Le nom Kadma de cet accent se traduit par « avant ». Dans la paire Kadma ve-Azla, l'accent Kadma vient toujours avant l'accent Azla. La cantillation de Kadma s'appuie sur les notes : mi mi fa mi ré.
| ב֙ב֙ |

 Dans le nom Teré kadmin de ces accents conjugués, Teré signifie « deux » et kadmin est le pluriel araméen de Kadma. Lorsque le trope Kadma devrait porter sur une syllabe tonique qui n'est pas la dernière syllabe d'un mot, un deuxième accent Kadma se note au-dessus de cette syllabe tonique à cantiller. Le trope Teré kadmin, différente de celle de Kadma, se cantille : sol sol sol fa la fa mi mi.

## Fonctions morphologiques dans le mot

### Voyelle tonique
La plupart des signes de cantillation indiquent la syllabe spécifique où placer un accent tonique.
La plupart des signes de cantillation sont imprimés sur la lettre consonantique où l'on place l'accent tonique. Cela montre l'endroit de la plus importante note de la phrase musicale. Certains signes se trouvent toujours sur la première ou la dernière consonne d'un mot. Peut-être pour des raisons mélodiques ou pour les distinguer des autres accents de formes voisines. Par exemple : pachta, qui se trouve sur la dernière lettre ressemble à kadma qui se trouve sur la syllabe accentuée.
Certains signes sont écrits et chantés différemment selon que l'accent tonique se trouve dans leur mot ou sur la dernière syllabe. Pachta sur un mot de ce type se dédouble, pour l'accent tonique et pour la dernière syllabe. Guérech se dédouble à moins qu'il ne survienne sur un mot non accentué sur la dernière syllabe ou qu'il suive kadma (et forme kadma vé'azma).

## Fonctions syntaxiques dans la phrase
Les ordonnances sont signalées oralement par un trope cantillé, et textuellement par un accent. Leur fonction grammaticale ressemble à celle de la ponctuation dans les langues modernes, qui par un jeu de virgules et de points, de tirets, de points-virgules, règle la séparation des mots successifs dont l'ensemble constitue une phrase. Ces ordonnances divisant les versets bibliques en plus petites unités de compréhension, leur étude est fort importante pour une exégèse correcte du texte du Tanakh.
La grammaire distingue deux catégories d'ordonnances, les teʿamim mefaskim dites ordonnances disjonctives, et les teʿamim mechartim dites ordonnances conjonctives. La fonction d'une ordonnance disjonctive commande l'importance de la pause à respecter entre deux mots. Lorsque la prononciation lie deux mots sans marquer d'interruption, la grammaire considère que la pause est nulle, et qualifie ordonnance conjonctive celle qui charge le premier de ces mots.
Chaque mot d'un verset biblique est généralement chargé d'au moins une ordonnance. Deux exceptions cependant : Une locution reliée par un trait d'union est considérée comme un seul mot. Réciproquement, un long mot peut avoir deux signes, par exemple une "rupture" sur la syllabe accentuée et une "liante", deux syllabes avant, à la place du meteg.

### Ordonnances disjonctives
La grammaire analyse les ordonnances disjonctives (teʿamim mefaskim) en fonction de l'importance de la séparation qu'elles commandent entre deux mots successifs d'un verset biblique. Elle les regroupe ensuite en quatre grades traditionnellement hiérarchisés, dont les noms en français s'inspire de ceux de la hiérarchie nobiliaire d'antan.
Deux grades principaux d'abord :
- les kessarim, terme traduit en français par « les Empereurs »,
- les melakhim, littéralement traduit par « les Rois »,

Un grade secondaire ensuite :
- les michnim, littéralement ceux « du second » rang, pittoresquement traduit par « les Ducs »,

Un grade tertiaire enfin :
- les chlichim, littéralement ceux de « troisième » rang, traduit par « les Comtes »

#### Empereurs
Le grade principal le plus important est celui des « Empereurs », il comprend deux ordonnances kessarim que sont le silouk (cantillé sur l'expression sof-passouk) et l'ethnahta.
| accent | nom ashkénaze | catégorie            | classe             | en contexte |
| בֽ      | סִילּוּק silouk  | mefaskim disjonctifs | kessarim Empereurs |             |
| ב֑      | etnahta       | mefaskim disjonctifs | kessarim Empereurs |             |

- La cantillation d'un disjonctif סִילּוּק silouk annonce chaque fin de verset, nommée sof passouk et orthographiquement marquée par le caractère de même nom qui, lui, ne se cantille pas[42]. Le silouk ordonne donc la pause la plus grande[43].
- La cantillation d'un disjonctif atnakh (ou "etnakhta") divise le verset en deux hémistiches de longueur souvent inégales.

#### Rois
De grade principal mais subordonné à celui des « Empereurs » est celui des melakhim, les « Rois ». Ce niveau hiérarchique comprend les cinq ordonnances suivantes : segol, chalchèlèt, zakèf katone et zakèf gadol, tifha (tarha du rite sépharade) et revi'i.
| accent | nom ashkénaze | catégorie            | classe        | en contexte |
|        | segol         | mefaskim disjonctifs | melakhim Rois |             |
|        | chalchèlèt    | mefaskim disjonctifs | melakhim Rois |             |
|        | zakèf katone  | mefaskim disjonctifs | melakhim Rois |             |
|        | zakèf gadol   | mefaskim disjonctifs | melakhim Rois |             |
|        | tifha         | mefaskim disjonctifs | melakhim Rois |             |
|        | reviʿi        | mefaskim disjonctifs | melakhim Rois |             |

Après la division opérée par l'ordonnance kessarim athnakh, chacun des hémistiches subit à son tour, en fonction de sa longueur, une dichotomie, à l'aide d'ordonnances melakhim cette fois. Et ce processus de division se poursuit éventuellement aussi au sein des demi-hémistiches en fonction, également, de leur longueur.
Les ordonnances melakhim utilisées à cette fin sont le segol, le zakèf katone, et le revi'i, chacune indiquant une interruption de durée décroissante. Cette durée est indiquée, graphiquement, à l'aide de points : 
- la durée de la pause ordonnée par segol, marqué de trois points, équivaut à trois fois la durée marquée par le revi'i ;
- la durée de la pause ordonnée par zakèf katone, marqué de deux points, équivaut à deux fois la durée marquée par le reviʿi.

Le niveau de séparation le plus fort, segol, est utilisé dans les très longs hémistiches. En tête d'un verset, le chalchèlèt, de durée équivalente, remplace le segol. Ce fait très rare n'est attesté que sept fois dans le texte biblique.
De même, quand il est seul, le zakèf katone devient zakèf gadol de même durée.
Cette ordonnance est remplacée par tifkha à côté d'un sof passouk' ou athnakh,

#### Ducs
Le grade secondaire des michnim, les « Ducs », comprend les ordonnances pouvant se substituer, pour des raisons musicales, au  revia. Ce sont : zarka quand il est à proximité de segol, et par pachta ou yetiv à côté de zakef, et par tevir à côté de tifkha.

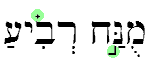
Mounakh révia en vert
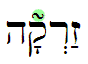
Zarka en vert
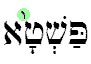
Pashta en vert
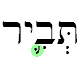
Tévir en vert

#### Comtes
Le grade tertiaire des chlichim, les « Comtes », regroupe des ordonnances utilisées dans les versets les plus longs. Elles ont tendance à s'amasser près du début du demi-verset. Pour des raisons purement musicales, on les chante de façon plus élaborée que celles  de niveau supérieur. Ce sont : pazer, guérèch, gerchayim, telichah guédolah, mounakh légarméh et karné farah.

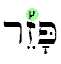
Pazer en vert
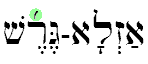
Guéresh en vert
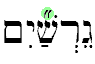
Gershayim en vert
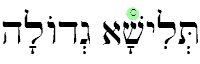
Télicha guédolah en vert
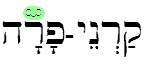
Karné farah en vert

### Ordonnances conjonctives
Le "liant" habituel est mounakh. Selon la rupture qui suit, il peut être remplacé par merkha, mahpakh, darga, kadma, télicha ketanah ou yerakh ben yomo.

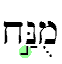
Mounakh en vert
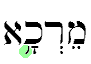
Merkha en vert
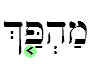
Mahpakh en vert
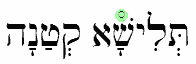
Télicha ketanah en vert
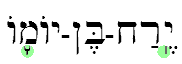
Yerakh ben Yomo en vert
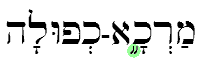
Merkha Khefoulah en vert

### Séquences et leur hiérarchie
Un autre signe, merkha khefoulah, correspond à un double merkha. Il y a des discussions quant à la nature "liante" de merkha kefoulah, et de son remplacement possible par tevir.
Les ruptures ont une fonction à peu près similaire à la ponctuation dans les langues occidentales. Sof passouk pourrait être arrêt complet, un point et Atnakh serait un point-virgule. Au deuxième niveau, on trouverait les virgules…
Quand deux mots forment une locution comme ""péné hayamim" (la face des eaux), le premier porte invariablement une "liante".

### Les ordonnances et la syntaxe
Les signes de cantillation sont souvent importants pour l'interprétation d'un passage. 
Ainsi, les mots Kol koré bamidbar dans (Isaïe 40) pourraient se traduire par :

« Une voix crie dans le désert » : « préparez le chemin du Seigneur, »

mais comme le mot "koré" porte un zakef katane (rupture de deuxième niveau), la lecture précédente est fausse, c'est plutôt : 

« Une voix crie » : « dans le désert préparez le chemin du Seigneur . »

## Système de cantillation poétique
Le système de cantillation poétique sert à cantiller trois livres plus récents : les Psaumes, les Proverbes et le livre de Job. Dans ces trois livres (poétiques), plus récents, la cantillation se fait par un système différent. La plupart des signes semblent identiques mais leur fonction diffère complètement ; d'ailleurs, peu de ces signes conservent le même usage que dans le reste du Tanakh. Les récits courts au début et à la fin du Livre de Job utilisent le système ""normal", mais le corps de livre en utilise un autre. Pour cette raison, ces trois livres sont appelés "Sifrei ʿEmet", livres de vérité. Le mot "Emet" signifiant la Vérité est un acronyme de "`lyov", "Michlé" et "Téhilim".

## Histoire de la cantillation
Les marques de cantillation actuelles font partie de la Massorah de Tibériade.
Ce système a été précédé de deux autres systèmes, celui de Paléstine et celui de Babylone.  Ces systèmes ont été décrits par Paul Kahle dans ses livres Masoreten des Ostens et Masoreten des Westens, et sont beaucoup moins complets que celui de Tibériade.